# Transziráni vasút
A transziráni vasút (perzsául راه‌آهن سراسری ایران, tudományos átiratban Râhâhan-e sarâsari-ye Irân, magyarosan Ráháhan-e szarászari-je Irán) Irán vasúthálózatának része. Az országot nagyjából észak-déli irányban átszelve a kaszpi-tengeri Bandar Torkaman és a Perzsa-öböl partján fekvő Bandar Emám Homejni között biztosít összeköttetést Teheránon, Komon, Arákon és Ahvázon keresztül. 1927–1938 között épült, Reza Pahlavi sah kormányzatának kiemelt beruházásaként, útvonalát elsősorban stratégiai, nem pedig gazdaságossági szempontok alapján jelölték ki. A második világháború során kitüntetett szerepet játszott a Szovjetunió utánpótlásában.

## Előzmények
A brit–orosz nagyhatalmi rivalizálás következtében Irán területén nagy késéssel kezdődött a vasútépítés korszaka, noha már az 1870-es évek óta voltak erre vonatkozó törekvések (ld. Reuter-koncesszió, Falkenhagen-koncesszió, orosz tervek a transzkaszpi vasút Irán felé történő bővítésére). Közben a szomszédos Oroszországban és Brit Indiában igen kiterjedt hálózatok épültek, és az Oszmán Birodalom is nagy lépéseket tett a vasútépítés terén. Végül csak az antant kialakulását és a nagyhatalmi érdekszférák ezzel párhuzamos elkülönítését követően kezdődött az építkezés: 1911-ben az oroszok megkezdték a jelenleg nahicseváni határnál lévő Dzsolfától Tabrizig terjedő 150 kilométeres szakasz megépítését, amihez 1916-ra az 50 kilométeres urmiai (perzsául Orumije) szárnyvonal is kiépült. Brit részről a mai pakisztáni Kvettát kötötték össze a délkelet-iráni Záhedánnal (korabeli nevén Dozdáb), létrehozva egy hamarosan használhatatlanná romló, nagyjából száz kilométeres szakaszt (1915).
Ugyanekkor 1910-ben orosz magánvállalkozók konzorciumot hoztak létre egy Iránt átszelő, Oroszországot és Brit Indiát összekötő vasútvonal létrehozására, amelyhez brit és francia befektetőket is találtak. A kormányzatok azonban sokáig nem értettek egyet az útvonalban: a mai azeri határon fekvő Asztarától Teheránig húzódott volna, de a britek innen déli kitérőt javasoltak Iszfahánon és Sirázon át a brit flottatámaszpontnak otthont adó Bandar Abbászig, ahonnan a Hormuzi-szoros és az Ománi-öböl jórészt lakatlan partvidékén futott volna Karacsiig. Az oroszok ezzel szemben a sokkal könnyebb terepen futó és rövidebb délkeleti útvonalat támogatták Jazdon és Kermánon keresztül, amely Csábahárnál érte volna el a tengerpartot, és innen ment volna Karacsiig. Bár az álláspontok idővel közeledtek, és felmérések kezdődtek a terepen, az első világháború elsöpörte a tervet.

## Létrejöttének körülményei

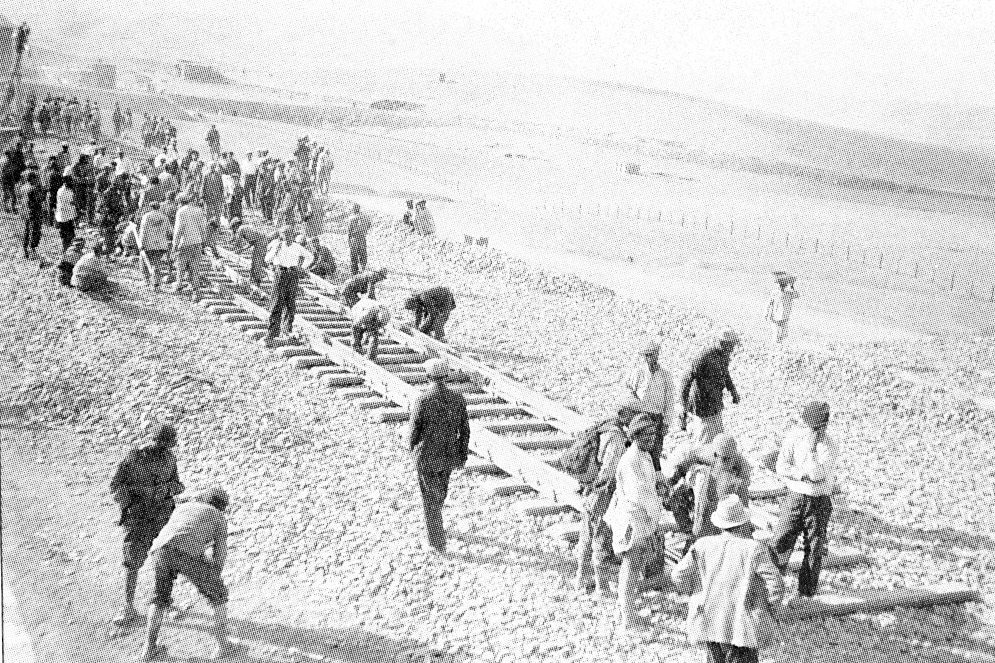
Kép a vasútvonal építéséről (1927)

A világháborút követő káoszban a haderő legütőképesebb alakulatát, a perzsa kozákdandárt vezető Reza Hán vette át az ország irányítását, 1921-től hadügyminiszteri, 1923-tól miniszterelnöki, 1925 végétől pedig uralkodói minőségben. A mázandaráni származású Reza ezekben az években leverte a Perzsa Szovjet Szocialista Köztársaság néven létező szakadár államot Gilánban, és haderejére támaszkodva felszámolta az ország központi, zagroszi és délnyugati területein jelentős erővel bíró törzsi államocskákat és szövetségeket, miközben intenzív letelepítési politikát folytatott a nomádok körében.
Az ország egységesítését és központi ellenőrzés alá vonását erőszakos fellépésével elérő Reza sah – aki számára a projekt presztízskérdés volt, és minden nap legalább fél órát a vasúttal kapcsolatos ügyeknek szentelt az építés időszakában – elsősorban stratégiai szempontok alapján döntött a vasút megépítése mellett, amely déli irányban Teherán és a kőolajban gazdag Huzesztán tartomány között, a loresztáni törzsi vidékeken keresztül, északon pedig a szovjet fenyegetésnek kitett Kaszpi-vidék felé biztosított gyors mozgósítási lehetőséget.

## Finanszírozása, gazdasági vonatkozásai

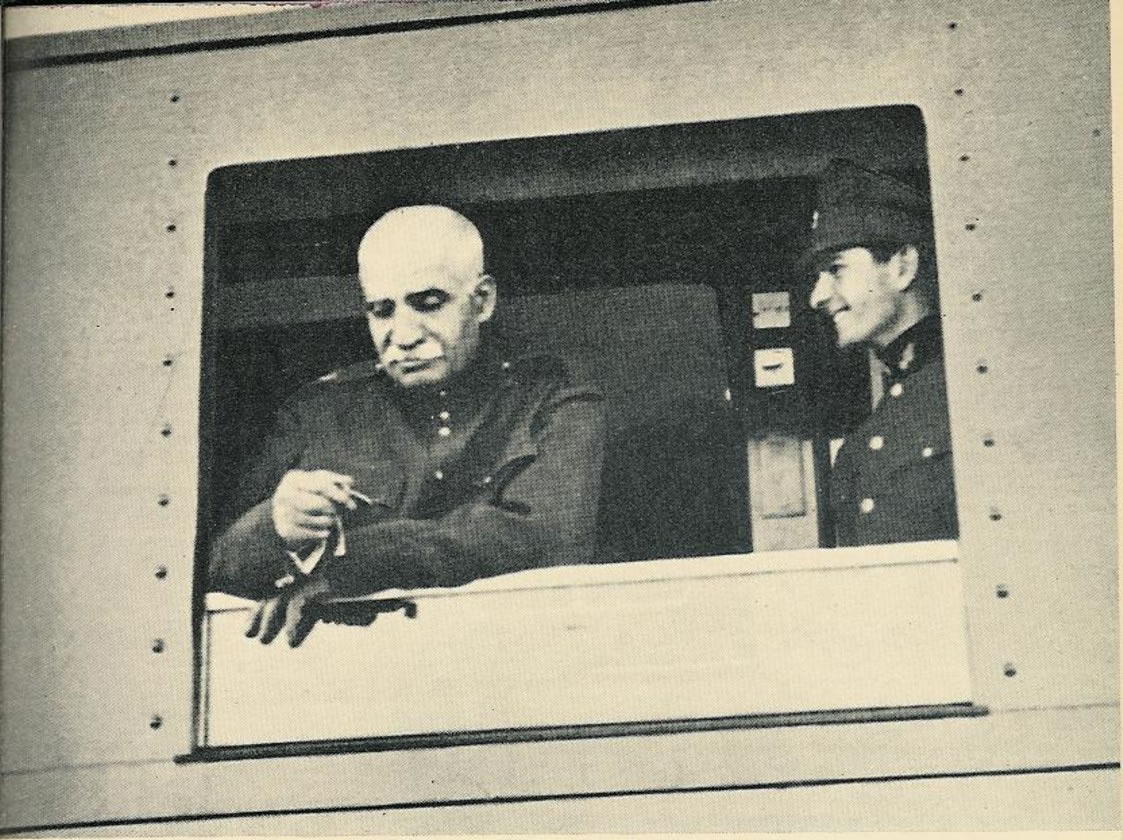
Az építtető Reza Pahlavi sah és trónörököse, a későbbi Mohammad Reza sah a még épülő vonalon méri a közlekedés sebességét (1937)

Gazdasági szempontból mindenképpen veszteséges vállalkozás volt a vasút megépítése: nem csatlakozott a szomszédos vasúthálózatokhoz, és esetleges csatlakozását megnehezítette, hogy az indiai és orosz hálózatokkal ellentétben nem széles, hanem normál nyomtávú pályát fektettek le. Ezen felül mindkét végállomás alkalmatlan volt a komolyabb kereskedelmi tevékenység lefolytatására. Az északi Bandar Torkaman (eredetileg Bandar Gaz, majd a korban Bandar Sáh) kikötőjében már a korban is túl alacsony volt a vízszint, a déli Bandar Emám Homejni (korabeli nevén Bandar Sápur) pedig kicsiny és alulfelszerelt volt. A vonal elkerülte a jelentősebb településeket (noha egy korábbi terv még némileg nyugatabbra, Kazvinon és Hamadánon át Huzesztánba menő útvonallal számolt) és igen nehéz terepen húzódott: mind az Alborz, mind a Zagrosz hegyláncait átszelte, így rendkívül bonyolult és tőkeigényes volt a megépítése.
A reális hatalommal nem bíró országgyűlés, a madzslesz 1926-ban foglalta törvénybe a transziráni vasút megépítését. Az ellenzék – köztük a fiatal Mohammad Moszaddek – már ekkor bírálta a tervet annak gazdaságtalansága miatt. A sah ráadásul az állam függetlenségét is demonstrálni kívánta a vasút megépítésével, ezért nem vett fel külföldi hiteleket, hanem kizárólag belső forrásokat használt fel a megépítéséhez: a vasút hasznából gyakorlatilag nem részesülő parasztságra irreálisan nagy terhet kirovó tea- és cukoradó jelentette a fő finanszírozási forrást. (A sah ellenben részesült a vasút csekély gazdasági hasznából, ugyanis szülőföldje közelében hatalmas magánbirtok-állományt halmozott fel, melynek termékeit az ott húzódó vasútvonal eljuttathatta a világpiacra.) Időnként azonban az adóbevétel sem volt elég, és a hadügyi források egy részét is átirányították a vasútépítésre. A transziráni vonal felépítése végül összességében több mint 2,5 milliárd riált (korabeli árfolyamon 150 millió dollárt) emésztett fel, ami az összes korabeli állami beruházás 20%-át jelenti.

## Építése
Bár teljes egészében iráni forrásokból finanszírozták, a tervezésbe és kivitelezésbe külföldi szakembereket és cégeket vontak be. A felméréseket német mérnökök végezték, a lebonyolításra létrehozott iroda, a Kampsax pedig dán és svéd szakembereket tömörített. Az építéshez javarészt német technológiát használtak. A vasút egyes szakaszainak megépítésére külön kellett pályázni, így számos olasz és francia, illetve kevesebb brit cég vett részt a vasút felépítésében, de néhány iráni építőipari vállalkozás is dolgozott a pálya megépítésén. A déli, huzesztáni és az északi, mázandaráni síkságon gyorsan elkészült a pálya, és mindkét szakaszt a további építkezések ellátására használták. A hegyvidékeken, ahol alagutak és hidak építésére volt szükség, lassabban és nehézkesebben haladt a munka, így az 1927-ben megkezdett építkezés csak 1938-ra ért véget, és a teljes, 1388 kilométeres szakaszon csak 1939-től indult be a forgalom.

## Utóélete

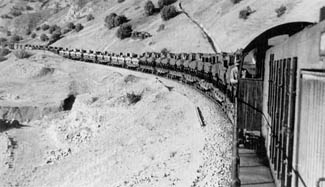
Tehervonat a transziráni vasúton a világháború idején

A transziráni vasút felépítését követően a sah kormányzata egy újabb vonalat kezdett építeni, ami Teheránt kötötte volna össze Tabrizzal. Az építkezés 1938-ban kezdődött, és 1941-ig nagyjából a tervezett szakasz fele épült meg, Teherántól Kazvinon át nem egészen Zandzsán városáig. Miután a hitleri Németország a Szovjetunióra támadt, 1941. augusztus 25-én észak és dél felől szovjet és brit erők vonultak Iránba, és megbuktatták a németekkel rokonszenvező, bár hivatalosan semleges sahot. Az ország 1946-ig megszállás alatt állt, az ún. perzsa korridor részeként pedig a transziráni vasútnak kulcsfontosságú szerep jutott a Szovjetunióba szánt nyugati támogatás átszállításában. A megszállástól 1942 decemberéig Teherántól délre a britek, attól északra pedig a szovjetek működtették a vasutat; 1942 végén a briteket az amerikai erők váltották.
A hatékony működtetéshez a pálya kibővítése mellett számos modern szállítójárműre – mozdonyokra és vagonokra – volt szükség: a megszállás idején ugyanis mindössze naponta egy tehervonat közlekedett a vonalon, és a meglévő géppark is javarészt elavult volt. Ennek következtében több ezer tehervagon és sok mozdony szállításáról kellett gondoskodni – ezek egy része a megszállás végeztével az iráni vasúttársaság tulajdonába került. Bandar Sápurt jelentősen kibővítették, illetve már 1942-re létesítettek egy szárnyvonalat Ahváztól a Satt el-Arabon fekvő Horramsahr kikötővárosáig, hogy enyhítsék a kis kikötő zsúfoltságát. Az ahvázi vasútig ezen kívül a hajózható Kárun folyón is szállítottak árut. A szovjet részről Bandar Sáhot egy nagy kikötőgát építésével igyekeztek alkalmasabbá tenni a megnövekedő áruforgalom lebonyolítására.
2021-ben az UNESCO a világörökség részévé nyilvánította.